# Natasha Palha
Natasha Palha (* 17. Januar 1994) ist eine ehemalige indische Tennisspielerin.

## Karriere
Palha spielte überwiegend Turniere auf der ITF Women’s World Tennis Tour, wo sie fünf Doppeltitel gewonnen hat.
2015 spielte Palha für die indische Fed-Cup-Mannschaft, sie konnte dabei ihre beiden Partien gewinnen.

## Turniersiege

### Doppel
| Nr. | Datum           | Turnier             | Kategorie   | Belag     | Partnerin          | Finalgegnerinnen                  | Ergebnis         |
| --- | --------------- | ------------------- | ----------- | --------- | ------------------ | --------------------------------- | ---------------- |
| 1.  | 22. März 2013   | Hyderabad           | ITF $10.000 | Hartplatz | Prarthana Thombare | Sharmada Balu Sowjanya Bavisetti  | 6:1, 6:4         |
| 2.  | 19. April 2013  | Chennai             | ITF $10.000 | Hartplatz | Prarthana Thombare | Rushmi Chakravarthi Ankita Raina  | 5:7, 6:3; [10:6] |
| 3.  | 8. Februar 2014 | Scharm asch-Schaich | ITF $10.000 | Hartplatz | Gai Ao             | Dagmara Baskova Janneke Wikkerink | 6:4, 6:1         |
| 4.  | 4. Februar 2017 | Kairo               | ITF $15.000 | Sand      | Rishika Sunkara    | Sandra Samir Shelby Talcott       | 6:2, 6:1         |
| 5.  | 3. März 2017    | Gwalior             | ITF $15.000 | Hartplatz | Rishika Sunkara    | Riya Bhatia Shweta Chandra Rana   | 6:4, 6:2         |